# Stoomtrein Dendermonde-Puurs
In 1977 werd de vzw Belgische Vrienden van de Stoomlocomotief (BVS) opgericht, ondertussen omgedoopt tot vzw Stoomtrein Dendermonde-Puurs (afgekort SDP), met als doel historisch spoorwegmateriaal in stand te houden en in te zetten voor toeristische ritten tussen station Baasrode-Noord en Puurs.

## Geschiedenis
Oorspronkelijk was dit spoorlijn 52 van de NMBS. Deze lijn maakte deel uit van de door de spoorwegmaatschappij Belgische Staat aangelegde spoorlijn Dendermonde – Antwerpen-Zuid. Het gedeelte tussen Dendermonde en Puurs werd op 22 juli 1880 in dienst gesteld. Oorspronkelijk was de lijn dubbelsporig. In 1961 werd één spoor verwijderd. In 1980 werd het reizigersverkeer op de lijn opgeheven, in hetzelfde jaar gebeurde het ook met de goederenverkeer tussen Baasrode-Noord en Puurs. Tussen Dendermonde en Baasrode-Noord reden de goederentreinen nog tot 1983. Na de sluiting van de lijn 52, kwam op 11 juli 1986 Cockerill 2643 op een dieplader naar Baasrode en begonnen de proefritten.
Sinds 1986 wordt de lijn uitgebaat door de BVS, het huidige SDP.
Wegens de slechte staat van het spoor tussen Oppuurs en Puurs werd dit baanvak gesloten in 2017 voor herstellingen. Deze werden voltooid in 2021 en sindsdien rijdt men terug tot in Puurs.
Sinds 2021 is de werking bedreigd doordat de Stad Dendermonde de spoorwegbedding in Baasrode wil opheffen voor het ontdubbelen van de N17 (Mandekensstraat) in het kader van het Project Briel, een watergebonden industrieterrein.  Hierbij ontstonden geruchten dat de verbinding met het Infrabel-net in Puurs zou komen.
In 2024 werden drie mijlpalen bereikt: voor de eerste keer waren er meer dan 10.000 bezoekers en werden er twee nieuwe haltes geopend: Sint-Pietersburcht (23 juni) en Buggenhout a/d Schelde (13 juli). Deze dienen om de spoorlijn toeristisch beter te binden met de regio. 

## Traject
De lijn takt enkele honderden meters van het NMBS-station Dendermonde van de lijn Dendermonde – Mechelen af en heeft vier haltes, namelijk (tussen haakjes: afstand tot NMBS-station Dendermonde):
1. Baasrode-Noord (4,68 km). Hier is het "hoofdkwartier" van de vzw SDP gevestigd. Er is een stationsgebouw (echter niet van historisch belang) en de loods waarin het historisch rollend materieel ondergebracht is. Er zijn uitwijk- en opstelsporen, en ook een goederenperron.
2. Buggenhout a/d Schelde. Een nieuwe enkelsporige halte gelegen aan de Schelde. Het perron is voorzien van een kleine fietsenstalling.
3. Sint-Amands (8,01 km). Geen stationsgebouw, maar wel een omloopspoor en 2 perrons.
4. Oppuurs (11,26 km). Geen uitwijksporen, maar wel perron en interessant historisch stationsgebouw. Het station staat momenteel (2022) leeg en is niet in eigendom van SDP.
5. Sint-Pietersburcht. Enkelsporig maar wel een perron en verharde wandelverbinding met de natuurspeeltuin aan de Sint-Pietersburcht.
6. Puurs (14 km). Hier heeft de stoomspoorlijn een eigen station, bestaande uit een perron en een uitwijkspoor. Dit station is op enkele tientallen meters van het NMBS-station Puurs gelegen, maar er is hier geen verbinding tussen de stoomspoorlijn en het NMBS-net.

Er is ook in de buurt van het station Sint-Gillis een door de SDP zelf geschapen (en dus niet van de NMBS overgenomen) klein noodperron, dat niet meer gebruikt wordt.
Aan de Oeverstraat in Baasrode is er een klein perron aanwezig, dat was aangelegd voor mensen die de stoomtrein wilden combineren met een bezoek aan de Segherstoren. Sinds de attractie werd gesloten is de halte in onbruik geraakt.

## Bezienswaardigheden
De vereniging beschikt over een aantal historische treinen, waaronder een stoomlocomotief Cockerill die in 2007 honderd jaar is geworden. Verder beschikt de vereniging over houten rijtuigen type GCI van begin 20e eeuw. In Baasrode is ook de thuisbasis van de vzw Tubize 2069, die daar de gelijknamige stoomlocomotief gerestaureerd heeft. Zij heeft in het hoogseizoen 2007 haar eerste ritten gedaan.
Langs de lijn zijn nog enkele interessante spoorwegmonumenten te vinden, namelijk het baanwachtershuis tussen de stations Dendermonde en Baasrode-Noord en het seinhuisje in Puurs (ingericht door de vzw SDP als klein museum).
Men vindt langs de spoorlijn ook interessante infrastructuurobjecten, zoals oude handmatig bediende overwegen en mechanische armseinen.

## Dienstregeling
De stoomtrein tussen Baasrode en Puurs rijdt ieder jaar elke zondag van juli tot en met september volgens de normale dienstregeling.
Verder organiseert de vereniging jaarlijks ook haar stoomfestival Scheldeland in Stoom in het eerste weekend van juli, pendeldiensten met Pukema, degustatie-ritten in begin december en de Sinterklaasritten in november en december.

## Materieel

### Stoomlocomotieven
| Nummer            | Serie          | Jaar | Snelheid | Gewicht | Opmerking | Afbeelding |
| ----------------- | -------------- | ---- | -------- | ------- | --- | ---------- |
| 1 Cockerill       | Cockerill      | 1907 | 30       | 17,7    | Werd in 1907 gebouwd door Cockerill onder fabrieksnummer 2643. Geleverd aan de Meuneries et Brasseries van Marchienne-au-Pont en reed tot 1971 bij ABR in Petit-Enghien. In 1981 begon de restauratie van de locomotief waarna de loc in 1986 naar Dendermonde-Puurs kwam. Tussen 1991 en 1998 stond de loc buiten dienst, waarna de locomotief werd gereviseerd. De locomotief is buiten dienst sinds 2017 wegens slijtage aan de ketel. |            |
| 2 Duvel           | Henschel D 600 | 1946 | 40       | 65,9    | Werd in 1946 gebouwd voor Hersfelder Kreisbahn door Henschel onder fabrieksnummer 29884. 1953: Hüttenwerke Ilsede Peine. 1960: Castrop-Rauxel. 1970: Eschweiler Bergwerksverein in Alsdorf onder de naam Anna 2. In 1990 naar BVS. Tot 1993 gereviseerd en in 1993/1994 in dienst gesteld onder naam "Duvel". In 1997 werd een probleem aan de vuurkist ontdekt, waarna de locomotief buiten dienst is gesteld. |            |
| 3 Wase Kleiputter | FUF HSP        | 1922 | 30       | 19      | Werd in 1922 gebouwd door Forges Usines et Fonderies Haine-Saint-Pierre onder fabrieksnummer 1378. Geleverd aan Scheerders-Van Kerchove te Sint-Niklaas. Eind jaren zestig ging de locomotief daar buiten dienst. Midden jaren tachtig ging de locomotief naar Baasrode. In 2007 startte de restauratie van de locomotief. De locomotief werd volledig gedemonteerd. De tenders en het machinistenhuis werden aangepast om het volledige traject te kunnen berijden. In 2010 kwam ze terug in dienst. In 2011 werden de aslagers van de wielen aangepast om haar nieuw gewicht te kunnen dragen. In 2022 vierde de locomotief haar 100-jarig bestaan. |            |
| 4 Helena          | Tubize         | 1927 | 50       | 40      | Gebouwd door Société Anonyme la Métallurgique te Tubize onder bouwnummer 2069. In dienst voor Métallurgie Hoboken samen met 2 identieke locomotieven. Tot jaren 70 actief bij MHO. In begin jaren 80 geschonken aan Dendermonde-Puurs. Na een restauratie in dienst sinds 2007. De lok was defect sinds 2014 en na een restauratie van 6 jaar kwam ze opnieuw in dienst in 2020. De locomotief is meerdere keren op bezoek geweest bij andere museum lijnen. De loc is in bezit van tubize 2069 vzw. |            |
| 5 Jojo            | Cockerill      | 1875 |          | 13,8    | Gebouwd door Cockerill in 1875 onder bouwnummer 975 voor de koolmijnen van les Charbonage Mariemont d'Olive, later opgegaan in La S.A. des Charbonnages de Mariemont-Bascoup. Daar bleef ze in dienst tot 1910. Ze werd terug gegeven aan Cockerill. Later werd ze terug verkocht aan Société anonyme des Charbonnages de Patience et Beaujonc réunis die haar in gebruikt stelde op 15 november 1912 bij haar mijn in Glain nabij Luik. In 1970 ging de locomotief daar buiten dienst. Daarna ging de locomotief naar Kinkempois voor 150 jaar Belgische spoorwegen. Op 6 april 1993 verhuisde de lok naar station As en werd ze overgenomen door de Limburgse Stoom Vereniging, het latere Kolenspoor. Daar kreeg ze de naam 'jojo'. Afgeleid van Marie-Jo, de vrouw van de voorzitter van LSV. Een seriegenoot uit de mijn ging naar het station van Raeren, drie anderen werden gesloopt. In 2005 ging de locomotief naar Baasrode. In 2010 werd er begonnen met de restauratie van de locomotief. In 2014 werd de focus verlegd naar de omvangrijke herstellingen aan tubize 2069. Vanaf 2020 werd de restauratie hervat. |            |
| 6 Alice           | FUF HSP        | 1899 |          |         | Gebouwd door FUF HSP in 1899 met bouwnummer 648. De opeenvolgende eigenaars waren Carrière de Ligny, Dumont Chassart en ten laatste Carrières et Fours à Chaux d'Aisemont, waar de lok afgesteld stond vooraleer ze naar SDP kwam. |            |
| 7 Taty            | FUF HSP        | 1906 |          |         | Gebouwd door FUF HSP in 1906. Later is Taty verhuisd naar de camping Land uit Zee in Nederland en daar visueel gerestaureerd. |            |
| 8 2334            | Tubize         | 1948 | 50       | 40      | Gebouwd door Société Anonyme la Métallurgique te Tubize onder bouwnummer 2334. Sterk gelijkend op locomotief 4 'Helena'. Tot jaren 70 actief bij Charbonnage du Levant in Tertre onder nummer 16. Daarna werd de locomotief in een loods geplaatst en herontdenkt rond 2000. In eerste instantie ging de loc naar het Stoomcentrum Maldegem. Ging later naar Baasrode, waar deze op mogelijk herstel wacht. |            |
| 9 Petit Château   | Cockerill      | 1860 |          |         | Gebouwd door S.A. Cockerill te Seraing onder bouwnummer 509 in 1860. De locomotief was in eerste instantie gebouwd voor Compagnie du Nord – Belge onder nummer 765 maar werd later hernummerd in 615. In 1933 werd ze verkocht aan de Charbonnage de Monceau Fontaine en werd daar in 1965 buiten dienst gesteld. In 1976 kwam de locomotief terecht bij de NMBS die haar het fictieve nummer 88.003 gaf. In 2013 werd de lok afgestoten en kwam ze terecht bij SDP. |            |
| 10 3083           | Cockerill      | 1924 |          |         | Type IVR met verticale ketel. Werd gebouwd voor Usines Boël bij La Louvière en later bij Focquet in Vilvoorde. Nadat ze buiten dienst ging kwam ze terecht bij een museumlijn in Engeland waar ze nooit werd gerestaureerd. In 2019 kocht tubize 2069 vzw haar en bracht de lok naar Baasrode. |            |
| 11 2333           | Tubize         | 1948 |          |         | Gelijkaardig aan lok 4 'Helena', maar dan met 2 assen. De locomotief werd gebouwd voor Forges de Clabecq. Daar heeft de lok maar kort gereden en ze kwam terecht in een loods. Wanneer de site werd gesloopt werd ze overgenomen door de CFV3V. Ze werd in 2021 door tubize 2069 vzw gekocht en werd in 2022 overgebracht van Treignes naar Willebroek. |            |

### Diesellocomotieven
| Nummer            | Serie    | Jaar | Snelheid | Gewicht | Opmerking | Afbeelding |
| ----------------- | -------- | ---- | -------- | ------- | --- | ---------- |
| 5922              | Reeks 59 | 1954 | 120      | 80      | De lok werd als lijndiesel voor zowel goederenvervoer als passagiersvervoer gebouwd in 1954 bij cockerill. In 1984 werd de inzet voor reizigersvervoer gestopt. Voor goederenvervoer was dit in 1988 waarna ze nog hebben meegeholpen aan de aanleg van de HSL tot in 2003. De HLD 5922 heeft jaren dienst gedaan op de Vennbahn tot deze hun activiteiten staakten. De 5922 verhuisde naar Düren in Duitsland waar ze wachtte op een eventuele verkoop. Uiteindelijk werd de lok gekocht door tubize 2069 vzw. Deze brachten de HLD 5922 over naar Schaarbeek bij Toerisme en Spoorpatrimonium (TSP), daar er geen plaats was bij SDP. Later verhuisde de lok naar Chemin de Fer du bocq. Daar werd de restauratie aangevat. In 2021 kwam ze naar SDP waar de restauratie werd voortgezet. De locomotief kwam tijdens Scheldeland in Stoom 2022 terug in dienst. |            |
| 6219              | Reeks 62 | 1961 | 120      |         | Gebouwd door La Brugeoise et Nivelles in 1961. Oorspronkelijk lijndiesel van de NMBS voor reizigers- en goederentreinen, later overgegaan naar Infrabel. In 2018 ging ze uit dienst. De lok werd in 2023 in bruikleen gegeven aan SDP en op 18 februari naar Baasrode gekomen. |            |
| 8228              | Reeks 82 | 1965 | 60       | 57      | Gebouwd door Ateliers Belges Réunis in 1965. De lok werd afgeleverd bij de NMBS op 31 mei 1966, die ze toewees aan de stelplaats Saint-Ghislain. Op 1 juni 1992 werd HLR 8228 overgeplaatst naar Monceau. Vervolgens verhuisde ze op 30 april 1994 naar Kinkempois. Na een kort verblijf in Merelbeke van 5 augustus 1997 tot 1 november 1998 keerde ze terug naar Kinkempois. Op 15 december verhuisde 8228 naar Schaarbeek. Vanaf 31 2009 behoorde de lok tot de vloot van OSR. Deze verkocht de lok op 24 mei 2018 aan een lid van SDP. In 2022 werd 8228 helemaal herschilderd. |            |
| 8463              | Reeks 84 | 1954 |          |         | Gebouwd door Baume & Marpent. Pluklok. |            |
| 8467              | Reeks 84 | 1954 |          |         | Gebouwd door Baume & Marpent. Niet rijvaardig. In bezit van tubize 2069 vzw. |            |
| 8509 Chicago      | Reeks 85 | 1954 | 50       | 57,3    | Gebouwd door Baume & Marpent. Rijvaardig. Afkomstig van Antwerpen-Dam. |            |
| 9105              | HLR 91   | 1978 |          |         | Gebouwd door Cockerill-Ougrée. Rijvaardig. |            |
| 9109              | HLR 91   | 1978 |          |         | Gebouwd door Cockerill-Ougrée. Rijvaardig. |            |
| KLM Locotractor   |          | 1959 |          |         | Gebouwd door Cockerill. In restauratie. Afkomstig van Arsenaal van Kapellen |            |
| 4711 Blauwe Deutz |          | 1952 |          |         | Gebouwd door Deutz. Afkomstig van Nordland BV |            |
| 401 Patricia      |          | 1961 |          |         | Gebouwd door Deutz. In restauratie. Afkomstig BP en Texaco |            |
| O&K               |          | 1977 |          |         | Gebouwd door Orenstein & koppel. Rijvaardig. Afkomstig van Degussa Antwerpen NV |            |
| Deutz 57786       |          | 1965 |          |         | Gebouwd door Deutz. Niet rijvaardig. Afkomstig van Vopak terminal |            |

### Motorrijtuigen
| Nummer | Serie    | Jaar | Snelheid | Gewicht | Opmerking | Afbeelding |
| ------ | -------- | ---- | -------- | ------- | --- | ---------- |
| 4302   | Reeks 43 |      | 90km/h   | 52,7    | Motorwagen kwam in 1954 in dienst tot eind december 1986. (Niet rijvaardig) |            |
| 4602   | Reeks 46 |      |          |         | Inmiddels bij TSP |            |
| 4614   | Reeks 46 |      | 80km/h   |         | Deze motorwagen kwam in 1952 bij de NMBS in dienst onder het nummer 55414. Na haar carrière bij de NMBS reed ze bij de Toeristische Trein Zolder. Nadien is ze verplaatst en stond ze als monument bij het Station Denée-Maredsous. De motorwagen is sinds 2016 in bezit van vzw Stoomtrein Dendermonde-Puurs. (Niet rijvaardig) |            |

### Rijtuigen
| Nummer     | Fabrikant                          | Jaar    | Snelheid | Gewicht | Opmerking | Afbeelding |
| ---------- | ---------------------------------- | ------- | -------- | ------- | --- | ---------- |
| C96626     |                                    | ~1900   |          |         | Rijtuig type GCI. Rijvaardig. |            |
| C96556     |                                    | ~1900   |          |         | Rijtuig type GCI. Rijvaardig. |            |
| C94638     |                                    | ~1900   |          |         | Rijtuig type GCI. Niet rijvaardig. |            |
| AB965??    |                                    | ~1900   |          |         | Rijtuig type GCI. Niet rijvaardig. |            |
| C96669     |                                    | ~1900   |          |         | Rijtuig type GCI. Niet rijvaardig. |            |
| D99878     |                                    | ~1900   |          |         | Rijtuig type GCI. Niet rijvaardig. |            |
| ABD38009   | Ragheno                            | 1934    | 120      |         | Rijtuig type L. Rijvaardig. Oude nummer 43211 B5P. In 1980 buiten dienst en kwam in 1986 bij de SDP. |            |
| B32012     | CCC                                | 1933    | 120      |         | Rijtuig type L. Rijvaardig. In 1981 buiten dienst. 100 zitplaatsen 2e klasse. |            |
| A31111     | Ragheno                            | 1935    | 120      |         | Rijtuig type L. Niet rijvaardig. 64 zitplaatsen. In 1981 buiten dienst. Kwam in 1986 terecht bij Dendermonde-Puurs. Oude nummer 32017 B8. |            |
| AB33002    | Ateliers de Famillereux            | 1934    | 120      |         | Rijtuig type L. Niet rijvaardig. 32 zitplaatsen 1e klasse; 72 zitplaatsen 2e klasse. |            |
| AB39010    |                                    | 1934    |          |         | Rijtuig type L. Inmiddels gesloopt. |            |
| B42013     |                                    | 1936/37 |          |         | Rijtuig type M1. Inmiddels gesloopt. |            |
| A21003     | Baume & Marpent.                   | 1957    | 120      | 48      | Rijtuig type K1. Oorspronkelijk bewaard door de SSN. Het rijtuig is later teruggekocht door de NMBS die ze stalde in de museum bewaarplaats van Haine-Saint-Pierre. In 2022 werd de 21003 ter beschikking gesteld voor SDP en overgebracht naar Baasrode-Noord. Na een schilder beurt kwam het rijtuig in dienst tijdens Scheldeland in Stoom 2022. |            |
| B22476     | CW Mechelen                        | 1957    |          |         | Rijtuig type K3. Afkomstig van de Zuid-Limburgse Stoomtrein Maatschappij. Rijvaardig |            |
| B22418     | CW Mechelen                        | 1957    |          |         | Rijtuig type K3. Afkomstig van de Zuid-Limburgse Stoomtrein Maatschappij. Rijvaardig |            |
| B12106     | Ragheno                            | 1952    | 160      |         | Rijtuig type I2. Heeft een periode bij de vereniging gereden, is inmiddels buiten dienst. Het interieur is nog in orde. |            |
| B12164     | Ragheno                            | 1952    | 160      |         | Rijtuig type I2. Niet rijvaardig. |            |
| B14508     | La Brugeoise et Nicaise et Delcuve | 1967    | 160      |         | Rijtuig type I5. Niet rijvaardig. Dit rijtuig dient als slaaprijtuig voor de leden van de vereniging |            |
| I2 AR 9015 | Ragheno                            | 1952    | 150      |         | Rijtuig type I2 |            |

### Overig materieel
| Nummer           | Serie | Jaar | Snelheid | Gewicht | Opmerking | Afbeelding |
| ---------------- | ----- | ---- | -------- | ------- | --- | ---------- |
| 77.015           |       | 1934 |          | 31T     | Pakwagen type D. Eerst van bewaard door de Vennbahn, later door de Zuid-Limburgse Stoomtrein Maatschappij.                                                                                          |            |
| 16.069           |       |      |          |         | Pakwagen |            |
| ES 205           |       | 1974 |          |         | Gebouwd door de werkplaats in Mechelen. Gerestaureerd. |            |
| ES 202           |       |      |          |         | Behoorde vroeger toe aan SME. In 2021 werd de kast verschroot en enkel het onderstel plus wisselstukken blijven over.                                                                               |            |
| ES 409           |       | 1955 |          |         | Onderdelenleverancier voor motorwagen 4302. Voorheen bovenleidingsmontagewagen ES409. Daarvoor nummer 4309 uit de reeks 43. Niet rijvaardig.                                                        |            |
| Draisine Billard |       |      |          |         | Gebouwd door Établissements Billard. Niet rijvaardig. |            |
| Draisine Type 7  |       |      |          |         | Is inmiddels verhuisd naar historypark. |            |
| VB205            |       | 1963 |          | 28T     | Gebouwd door de AC Luttre. In 1973 werd de draisine gemoderniseerd in de CW Mechelen. In de periode 2021-2022 gerestaureerd. Deze heeft op 8 oktober 2022 voor de eerste keer over de lijn gereden. |            |

## Filmopnames
De spoorlijn wordt ook regelmatig gebruikt voor filmopnames. Er werden o.a. opnames gemaakt voor:
- Toto le Héros (Jaco Van Dormael)
- Ons geluk (vtm)
- Slot Marsepeinstein (studio 100)
- Mega Toby in vuur en vlam (studio 100)
- De pendelquiz in Iedereen Beroemd (één)
- Persvoorstelling 'The 39 Steps' (Bros producties)
- Echt niet oké (één)
- De zonen van Van As (vtm)
- Gamekeepers (ketnet)